# Петровградско-стајићевски партизански одред
Петровградско-стајићевски народноослободилачки партизански одред је био партизанска јединица у саставу Народноослободилачке војске и партизанских одреда Југославије током Другог светског рата у Југославији.

## Историјат
Почетком јула 1941. војна десетина формирана у Стајићеву, по одлуци Партије изашла је у атар и на месту званом Раровци конституисала се као Стајићевски партизански одред. Уз Одред су били
и партијски руководиоци, па је ботошка партијска организација успоставила непосредну везу са партизанима и снабдевала Одред xpaном и осталим потрепштинама. Убрзо по оснивању, Стајићевски одред се удружио саПетровградским и почео да делује под именом Стајићевско-петровградски одред, који је већ изводио оружане и диверзантске акције. За снабдевање одреда бринули су се комунисти Стајићева и Ботоша. Пошто су у Одред стално пристизали нови борци, из Ботоша је затражено да се пошаље оружје. Стајићевско-петровградски одред je вршио разне саботаже, а нарочито је изводио акције паљења жита. Била је то једна од гдавних директива тих јулских дана 1941. године, да се уништи што више жита како не би пало у непријатељске руке. Почетком августа Одред је растао а оружја није било довољно, па је Жарко Зрењанин наложио партијској ћелији у Ботошу да оружје и муницију сакупљену после расула бивше југословенске војске предају Одреду. Гена Торњански је одрећен да оружје и муницију пренесе у Одред. Прикупљен је један пушкомитраљез, неколико пушака, бомбе и муниција. Упоредо са настојањима да се партизаноки одреди снабдеју оружјем и муницијом, Биро Покрајинског комитета је настојао да пружи и одрећена теоретска знања борцима партизанских одреда. Будући да су у то време најактуелније акције биле на паљевинама непријатељског жита, саботажама, уништавањима железничких локомотива и других оруђа и објеката, Тоза Марковић је израдио упутство за партизанске Одреде и диверзантске групе о поступку приликом припремања експлозива за диверзантске акције. Ово упутство су добили сви партизански одреди на подручју северног Баната. Крајем септембра због настајања неповољних услова у Банату донета је одлука да се Стајићевско–петровградски одред пребаци преко Тисе у Бачку, а затим у Срем. Одред је кренуо за Срем, али није успео да дође до Срема, разбијен је од јачих непријатељских снага.